# Попівська волость (Ізюмський повіт)
Попівська волость — адміністративно-територіальна одиниця Ізюмського повіту Харківської губернії з центром у слободі Попівка.
Станом на 1885 рік складалася з 14 поселень, 5 сільських громад. Населення — 11250 осіб (5605 чоловічої статі та 5645 — жіночої), 1833 дворових господарств.
|                     | Площа, десятин | У тому числі орної, дес. |
| ------------------- | -------------- | ------------------------ |
| Сільських громад    | 19578          | 16342                    |
| Приватної власності | 3051           | 859                      |
| Казенної власності  | 387            | 125                      |
| Іншої власності     | 164            | 93                       |
| Загалом             | 23180          | 17419                    |

Основне поселення волості:
- Попівка — колишня державна слобода при річці Жеребець за 60 верст від повітового міста, 3349 осіб, 520 дворів, православна церква, школа, поштова станція, 2 постоялих двори, 12 лавок, базари по неділях, 2 ярмарки на рік. За 3 версти — винокурний завод.
- Дробишева — колишня державна слобода, 2873 особи, 497 дворів, православна церква, школа, 3 лавки.
- Лиман — колишнє власницьке село при озері Лиман, 3503 особи, 587 дворів, православна церква, школа, 2 постоялих двори, 2 лавки, 2 ярмарки на рік.